# Bellpui
Bellpui es una localidad perteneciente al municipio de Valls d'Aguilar, en la provincia de Lérida, comunidad autónoma de Cataluña, España. En 2019 contaba con 12 habitantes.